# Kapellenberg (Ergoldsbach)
Der Kapellenberg (vom Bayerischen Landesvermessungsamt auch als Schloßberg bezeichnet) ist eine 464 m ü. NHN hohe Erhebung im Osten des Marktes Ergoldsbach. Entstanden ist er vor 2 bis 5 Mio. Jahren als Teil des Tertiärhügellandes durch Ablagerung von Sand und Mergel während des Miozäns und Formung während des Pliozäns.
Der Kapellenberg ist überwiegend mit Laubwald bepflanzt, wobei vor allem der westliche Teil von alten Ahorn-, Kastanien- und Buchenbeständen geprägt ist. Dieser Teil des Bergs ist parkartig angelegt, während der östliche Teil als Nadelwald forstwirtschaftlich betrieben wird. Im Westen und Süden wird der Kapellenberg durch den Ortskern von Ergoldsbach begrenzt, im Nordosten wird er durch ein Neubaugebiet eingefasst, während die Erhebung nach Südosten hin langsam ausläuft. Eine besondere Rolle kommt dem Kapellenberg durch die vielfältigen geschichtlichen und aktuellen Nutzungen zu.

## Parkanlage
Der Kapellenberg dient als Parkanlage für die Bewohner des Marktes Ergoldsbach. Drei Zugänge und eine Vielzahl von Wegen erschließen den Berg. Parkbänke, Aussichtspunkte sowie eine Reihe von Denkmälern (darunter zum Ergoldsbacher Heimatlied von Josef Kropf und verstorbener Verdienstträger des Marktes) sind vorzufinden. Im Norden findet sich eine Festwiese auf der bis 2018 jährlich ein orientalischer Wintermarkt stattfand. In den Park integriert befindet sich eine Wallburg, eine Kapelle sowie ein Kreuzweg.
Noch im 19. Jahrhundert war der gesamte Kapellenberg kahl. Auf dem Höhenzug waren Kanonen aufgestellt, die besondere Ereignisse oder ankommende Prominenz mit Geschützdonner ankündigten. Das oben beschriebene Naherholungsgebiet entstand erst durch Anpflanzungen des Ergoldsbacher Bürgervereins ab 1890. Diese wurden nach der Gründung des Verschönerungsvereins im Jahr 1908 fortgesetzt und intensiviert. Heute bildet die Parkanlage auf dem Kapellenberg ein Landschaftsschutzgebiet. Für die Vorstände beider Vereine, Franz Xaver Steinherr und Georg Liedl, die maßgeblich für die Erstellung der Parkanlage verantwortlich waren, wurde ein Gedenkstein errichtet.

## Wallfestung
Am westlichen Ende des Hügelkamms befindet sich eine frühmittelalterliche Wallburg, die sog. alte Schanze. Vorhanden sind Wall- und Grabenreste der doppelten Umwallung, die einen Hof von knapp 5000 m2 Fläche auf drei Seiten einfrieden. Zum Ortszentrum hin machte das steile Gefälle der Erhebung eine Einfriedung nicht erforderlich. Möglicherweise war diese Seite jedoch mit Palisadenwerk gesichert. Die eingefasste Fläche ist unbepflanzt als Wiese erhalten. 1891 stellte der königliche Generalmajor Carl Popp bei einer Vermessung der Anlage fest, dass der Außengraben eine Tiefe von 13 m und 2,5 m Breite besaß. Außerdem betrug „(d)er Abstand der meist bis 2m breiten Kronen beider Wälle unter sich […] bis zu 22 m und die Tiefe des zwischenliegenden, etwas breitsohligen Grabens oder Communikations-Raumes ca. 4 m. Die alte Verschanzung bei Ergoldsbach besteht lediglich aus Erdwällen und Gräben, deren Verzug an die Kontur des Geländes angeschmiegt ist und deren Profile, wenn auch schon etwas verschleift, immer noch stärkere Ausmaße besitzen, als für eine einfache Feldverschanzung nötig gewesen wären. Der hohe Aufzug der Wälle, die Tiefe der Gräben, der Doppelwall und das Nichtvorhandensein von Gebäudespuren im Inneren des Werkes deuten an, dass wir eine nur provisorischen Wert beanspruchende Wehranlage aus älterer Zeit, eine Wallburg vor uns haben.“
2016 wurde von Studierenden der Ludwig-Maximilians-Universität München und Prof. Bernd Päffgen die 80 × 90 m große Wiese innerhalb der Gräben geophysikalisch untersucht. Das Fluxgate Förstersonden-Magnetometer brachte dabei folgende Kenntnisse: Im Südwesten sind Spuren von zwei Kreisgräben in deren Zentrum sich ein nahezu quadratischer Grundriss befindet. Es dürfte sich dabei um eine Turmhügelburg handeln. Unmittelbar östlich davon gibt es einen weiteren fast quadratischen Befund. Dazu gibt es noch weitere rechteckige oder lineare Strukturen.

## Lourdeskapelle

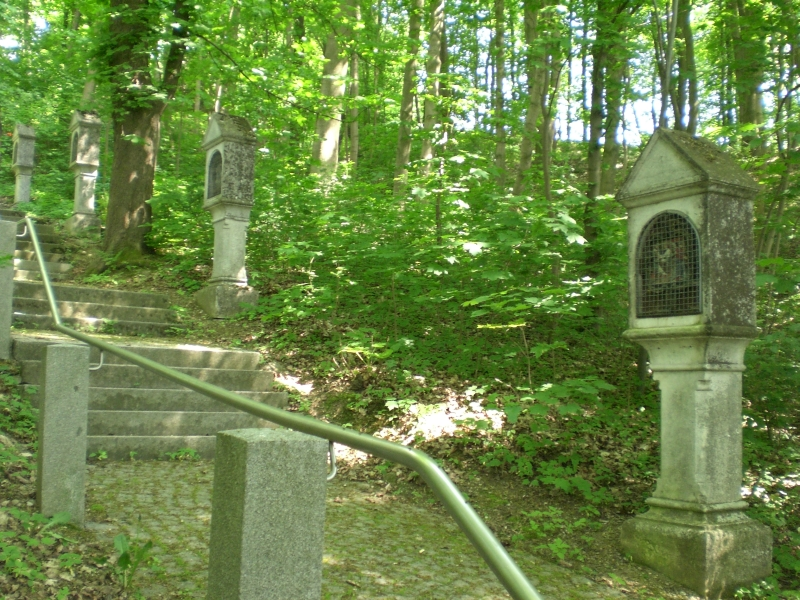
Kreuzweg

1825 existierte bereits eine neuerbaute Kapelle auf dem Kapellenberg. Diese wurde 1895 abgebaut und nach Kläham versetzt. Mittlerweile wurde diese abgebrochen – lediglich eine Glocke, noch aus der Zeit aus Ergoldsbach, ist vorhanden.
Noch im selben Jahr ließ der damalige Ergoldsbacher Pfarrer Igl auf dem nördlichen äußeren Wall der Wallfestung die neue Bergkapelle errichten. Sie wurde 1896 fertiggestellt und ist Unserer Lieben Frau von Lourdes gewidmet. Daher wird sie heute meist kurz als Lourdeskapelle bezeichnet. Hier werden regelmäßig Gottesdienste gehalten und wöchentlich ein Rosenkranz gebetet.

## Kreuzweg
1889 wurde zusätzlich ein Kreuzweg mit vierzehn Stationen als Treppenanlage vom Ortszentrum zur Lourdeskapelle errichtet. Dazu wurden Steinsäulen mit kolorierten Darstellungen aus Zinkguss aufgestellt. 2004 wurde vom Ergoldsbacher Frauenbund eine fünfzehnte Station „Jesus steht von den Toten auf“ hinzugefügt.